# Igreja Católica em Mianmar
A Igreja Católica em Mianmar (país que também é conhecido por Myanmar, Mianmá, Miamar, Birmânia ou Burma) é parte da Igreja Católica Universal sob a orientação espiritual do Papa, da Cúria Romana.

## História
No início século XX, o número de cristãos era de 55.000. Somente as minorias étnicas (todos índios) abraçaram a nova religião, enquanto o ambiente birmanês permaneceu fechado ao anúncio do evangelho.
O primeiro bispo birmanês, Mons. U Win foi ordenado em 1954.
Em 1962 foi estabelecida pelo general Ne Win uma ditadura socialista que governou o país. As escolas católicas foram estatizadas, todos os missionários que haviam sido enviados após a independência, ocorrida em 1948, foram expulsos.

## Estatísticas
Os católicos são cerca de 500.000, ou cerca de 1% da população.

## Organização
O país está dividido em 13 dioceses, 3 das quais são arquidioceses. Cada arquidiocese tem suas dioceses sufragâneas, que unidas constituem uma província eclesiástica.

### Província eclesiástica de Yangon
Arquidiocese de Yangon
- Diocese de Hpa-an
- Diocese de Mawlamyine
- Diocese de Pathein
- Diocese de Pyay

### Província eclesiástica de Mandalay
- Arquidiocese de Mandalay
- Diocese de Banmaw
- Diocese de Hakha
- Diocese de Kalay
- Diocese de Lashio
- Diocese de Myitkyina

### Província eclesiástica de Taunggyi
- Arquidiocese de Taquiggyi
- Diocese de Kengtung
- Diocese de Loikaw
- Diocese de Pekhon
- Diocese de Taungngu

## Nunciatura apostólica
Até 2017 não havia relações diplomáticas entre Mianmar e a Santa Sé, e o papa era representado no bispado local por um delegado apostólico. Em 4 de maio de 2017, "a Santa Sé e a República da União de Mianmar, dispostas a promover laços de amizade mútua, concordaram em estabelecer relações diplomáticas na Nunciatura Apostólica pela Santa Sé e pela Embaixada pela República da União de Mianmar."